# Медиафилософия
Медиафилософия (от др.-греч. μέσov méson — «средний», «посредник»; φιλοσοφία — дословно «любомудрие; любовь к мудрости») — подход к пониманию медиапространства, актуальное направление гуманитарной мысли, которое акцентирует своё внимание на изучении теории и философии медиа.
Фактически, практика философствования о СМИ почти так же стара, как сама философия. Философия занималась изучением множества вопросов о характере форм СМИ и их отношениях к человеческой чувствительности.

## История современной медиафилософии
Философия средств массовой информации была предметом постоянных дискуссий в рамках немецкоязычных академий, по крайней мере, с тех пор, как в 2000 году Франк Хартманн опубликовал книгу по этой теме. В течение последнего десятилетия философия средств массовой информации превратилась в дискуссионную область, обсуждаемую по дисциплинарным границам.
Хотя философия средств массовой информации обозначена как междисциплинарная задача, её в основном рассматривают как субдисциплину философии, а не исследования в средствах массовой информации. Весьма специфичный для немецкоязычного контекста несколько ученых активно участвовали в дискуссиях по философии средств массовой информации. Помимо публикации “Hartmann Medienphilosohie”, Майк Сандбот часто выступал за прагматичную философию средств массовой информации.
Затем в 2003 году Стефан Мюнкер, Александр Рослер и Сандбот опубликовали антологию, сутью которой было прояснить термин «философия средств массовой информации».
С другой стороны, философ Мартин Сил лаконично воспринимал это как «проходящий феномен», в то время как итальянский социолог Елена Эспозито не видела реальной потребности в создании области философии средств массовой информации.
Ещё многие сомневаются в терминах философии средств массовой информации, рассматривая её как ещё один дисциплинарный клинч, тенденцию к обсуждению и академическую моду.
Если мы сделаем шаг назад, то увидим, что на карту поставлена концепция, согласно которой ни философия, ни медиа-исследования не могут обойти философские размышления о СМИ.
Это особенно важно в эпоху медиализации (иногда также описываемой с точки зрения медиатизации) и ubiquiqitous digital media. Хотя философские размышления о том, что мы сегодня понимаем как СМИ, не являются чем-то новым, просто ранее СМИ не рассматривались как предмет изучения дисциплины философии.

## Тематическое поле исследований медиафилософии
Областью исследования медиафилософии являются:
- Методологические проблемы изучения медиареальности
- Телесность и медиальность
- Роль медиа в формировании актуальной картины мира
- Постинформационное общество: ценность полноты переживания
- Медиа как условие глобализации
- Медиаэкология социального пространства
- Позиция интеллектуала в медиапространстве
- Соотношение языка визуального представления и вербального языка
- Визуальный образ как основа медиареальности
- Аналоговая и цифровая фотография
- Теория искусства в эпоху массмедиа
- Компьютерные игры

## Обсуждение
Нет никаких сомнений в том, что средства массовой информации оказывают огромное влияние на наши общества медиа-культуры. Средства массовой информации влияют на наше восприятие и наши знания, нашу память, а также наши эмоции. Они создают общественные сферы и общественное мнение, порождают медиа-реалии.
Средства массовой информации формируют нашу социализацию и наше сообщество. Они преобразуют экономику, политику, науку, религию и право. “Что мы знаем о нашем обществе и даже о мире в котором мы живём, мы узнаем через СМИ”.
Соответственно, СМИ стали первостепенным предметом междисциплинарных дискурсов в последние десятилетия во всем мире. Все разработки медиафилософии стали предметом научного анализа, а также частью медийных программ.
Однако, до сих пор не существует установленной дисциплины, озаглавленной “философия СМИ”. Напротив, различные подходы к философскому анализу медиа неоднородны и не имеют прочной теоретической основы, а также дисциплинарной организации. Некоторые учёные даже считают, что средства массовой информации даже не входят в компетенцию философов.